# Albert van den Berg
Phillippus Albertus van den Berg (Hopetown, 26 gennaio 1974) è un rugbista a 15 sudafricano, seconda linea, campione del mondo nel 2007 con gli Springbok.

## Biografia
Esordì in Currie Cup nel 1994 con il Vaal Triangle, squadra dell'omonima zona del Sudafrica compresa tra Vereeniging, Vanderbijlpark e Sasolburg, con la quale disputò 15 incontri marcando 2 mete; successivamente passò ai West Griquas, squadra di Kimberley (55 presenze, 24 mete).
Il 1999 fu l'anno del debutto in Super Rugby nella franchise dei Cats (oggi Lions); contestualmente giunse l'esordio, nel giugno di quell'anno, negli Springbok in un test match a Port Elizabeth contro l'Italia.
Disputò successivamente il Tri Nations 1999, il primo di sette (i primi tre consecutivi fino al 2001 poi dal 2004 al Tri Nations 2007).
In autunno fu nel Regno Unito per la Coppa del Mondo di rugby 1999 in cui il Sudafrica giunse al terzo posto.
Nel 2000 passò alla squadra del Natal Sharks ed entrò in forza alla sua franchise professionistica in Super Rugby, gli Sharks.
Si aggiudicò la vittoria nel Tri Nations 2004 con il Sudafrica e fece parte della selezione vittoriosa alla Coppa del Mondo di rugby 2007 in Francia, chiudendo poi la sua carriera internazionale un mese dopo la conquista del titolo, a Cardiff contro il Galles.
Dopo 10 stagioni consecutive negli Sharks fino al 2009, dal 2010 milita nella compagine giapponese dei Canon Eagles.
Per gli Sharks ha disputato in totale 171 incontri (95 in Super Rugby per la franchise e 76 in Currie Cup con la squadra provinciale, vincendone l'edizione 2008), stabilendo il record di presenze per tale club.

## Palmarès
- Coppe del mondo: 1
Sudafrica: 2007
- Currie Cup: 1
Natal Sharks: 2008